# Euryolpium
Genre
Euryolpium est un genre de pseudoscorpions de la famille des Olpiidae.

## Distribution
Les espèces de ce genre se rencontrent en Asie et en Océanie.

## Liste des espèces
Selon Pseudoscorpions of the World (version 3.0) :
- Euryolpium agniae Redikorzev, 1938
- Euryolpium amboinense (Chamberlin, 1930)
- Euryolpium aureum Murthy & Ananthakrishnan, 1977
- Euryolpium granulatum Murthy & Ananthakrishnan, 1977
- Euryolpium granulosum (Hoff, 1947)
- Euryolpium indicum Murthy & Ananthakrishnan, 1977
- Euryolpium intermedium Murthy & Ananthakrishnan, 1977
- Euryolpium michaelseni (Tullgren, 1909)
- Euryolpium oceanicum Murthy & Ananthakrishnan, 1977
- Euryolpium robustum Murthy & Ananthakrishnan, 1977
- Euryolpium salomonis (Beier, 1935)
- Euryolpium striatum Murthy & Ananthakrishnan, 1977

## Publication originale
- Redikorzev, 1938 : Les pseudoscorpions de l'Indochine française recueillis par M.C. Dawydoff. Mémoires du Muséum National d'Histoire Naturelle, Paris, vol. 10, p. 69-116.